# 仙台市立北仙台中学校
仙台市立北仙台中学校（せんだいしりつ きたせんだいちゅうがっこう）は、宮城県仙台市青葉区東勝山二丁目にある公立中学校。通称は「北中」（きたちゅう）。

## 概要
1970年創立。主に仙台市立北仙台小学校のほぼ全員、仙台市立荒巻小学校、仙台市立中山小学校の一部の児童が進学してくる。北仙台と名が付いているが、北仙台駅（仙台市青葉区昭和町）周辺にある中学校ではない（北仙台駅周辺にあるのは、仙台市立上杉山中学校である）。当校はそれよりも北にある仙台市青葉区東勝山周辺に存在する。この理由は開校当時、この地が荒巻字カケス塒(とや)という広域地名に属しており、難読かつ当用漢字（1970年当時）外の漢字が使用されており校名に使えなかった。近隣にも適当な地名が存在しなかった。よって、『（1970年代当時の）仙台市の最北部にあるから』という理由で「仙台市立北仙台中学校」」と命名された。1988年に仙台市が泉市・宮城町・秋保町を合併し、1989年に政令指定都市となるまでは、当校は仙台市の北端部に位置していた。

## 学区
仙台市立北仙台小学校、仙台市立荒巻小学校、仙台市立中山小学校

※一部仙台市立中山中学校と学区が被っており、仙台市立中山小学校から年1～2名ほど入学してくる。

## 部活動
- 野球部

平成20年度 市大会優勝。
- 陸上競技部

以前は4×100Mリレーの県記録を保持していた。
- バドミントン部
- バスケット部
- 吹奏楽部

伝統的に宮城県の中学校の中で高いレベルにあり、定期的にコンクール全国大会に出場している。
- 卓球部
- ソフトテニス部

全国大会出場
- 総合文化部

## 北中祭
北中祭とは、毎年9月初旬前後に行われる文化祭である。主に出店とパフォーマンスに分かれ、パフォーマンスが以前は非公開であったが、2005年度より近隣住民の要望により公開されるようになった。2007年度以降は学習指導要領の変更に伴って、授業時間の確保の為、2日間の開催だったのが、1日だけの開催となった。

## 著名な卒業生
- 由規（本名:佐藤由規） - プロ野球選手（東京ヤクルトスワローズ）
- 佐藤貴規 - プロ野球選手（東京ヤクルトスワローズ）
- 鈴木博
- 乾萌 - 声優（81プロデュース）
- 菱田正和 - アニメーション監督、演出
- 佐野碧（さのあおい） - シンガーソングライター

## 近隣の学校
- 仙台市立北仙台小学校 - 例年この小学校の児童のほぼ全員が進学してくる。
- 仙台市立荒巻小学校 - 荒巻小学校の児童は台原中学校、三条中学校と当校に分かれて進学するため、入学してくる生徒は10～20人ほどである。
- 仙台市立虹の丘小学校
- 宮城学院中学校・高等学校
- 東北生活文化大学高等学校
- 宮城県泉館山高等学校
- 宮城学院女子大学